# 가평 현등사 목조아미타여래좌상
가평 현등사 목조아미타여래좌상(加平 懸燈寺 木造阿彌陀如來坐像)은 대한민국 경기도 가평군 현등사에 있는, 나무로 만든 아미타여래 좌상이다. 2002년 9월 16일 경기도 유형문화재 제183호로 지정되었다.

## 개요
현등사 목조아미타여래좌상은 전체 높이가 138cm로, 조선 후기에 제작된 불상 가운데 중형에 속한다. 불상은 상체를 약간 앞으로 내밀어 구부정한 자세를 취하고 있다.
이 불상 뒤에 걸려 있던 아미타회상도(阿彌陀會上圖)의 화기(畵記)에 “1759년(乾隆24년)에 아미타불을 개금하고 후불미타회상도 1부를 조성하였다”라는 내용이 있어 1759년 이전에 제작된 것임을 알 수 있다. 따라서 이 불상은 조선 후기 불상의 전형화가 이루어진 18세기 이전인 17세기 후반에 제작된 것으로 조선 후기 불상의 지역 양식이나 유파 연구에 중요한 유물이다.

## 문화재 지정사유
화면이 밝게 보이는 표현 및 권속들의 정정한 비례와 배치 등의 회화적인 특징이 18세기 중반에 제작된 불화 가운데 뛰어난 작품으로 화기를 통하여 제작연대와 불화승을 알 수 있어 조선후기 불화연구에 귀중한 불상이다. 또한, 광배의 양식과 단아한 얼굴에 작은 이목구비를 갖춘 상호와 본존이 입고 있는 적색의 가사와 문양 등에서 전형적인 18세기 중반의 불화로 도내 조선 불화연구에 귀중한 문화재이다.

## 사진

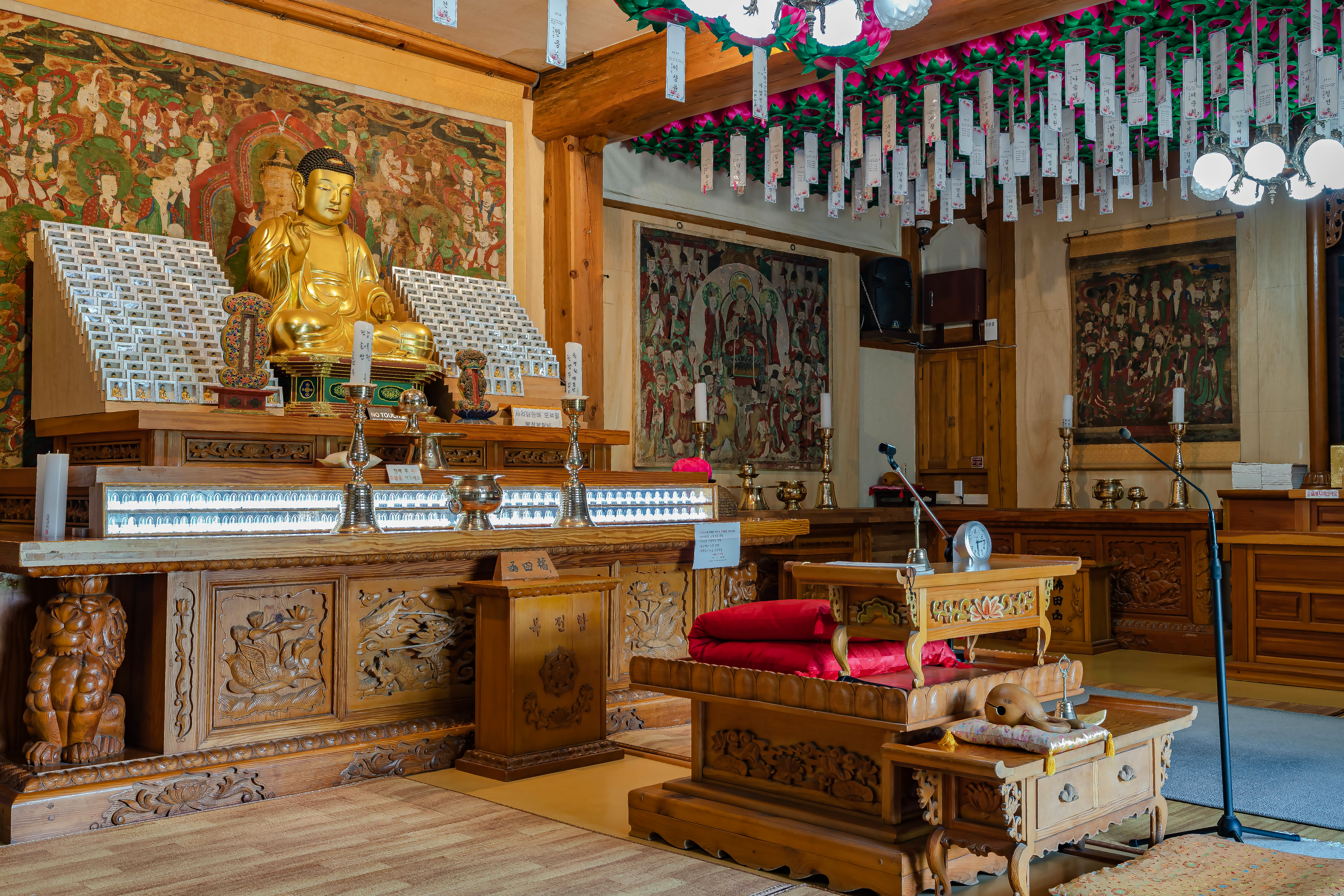
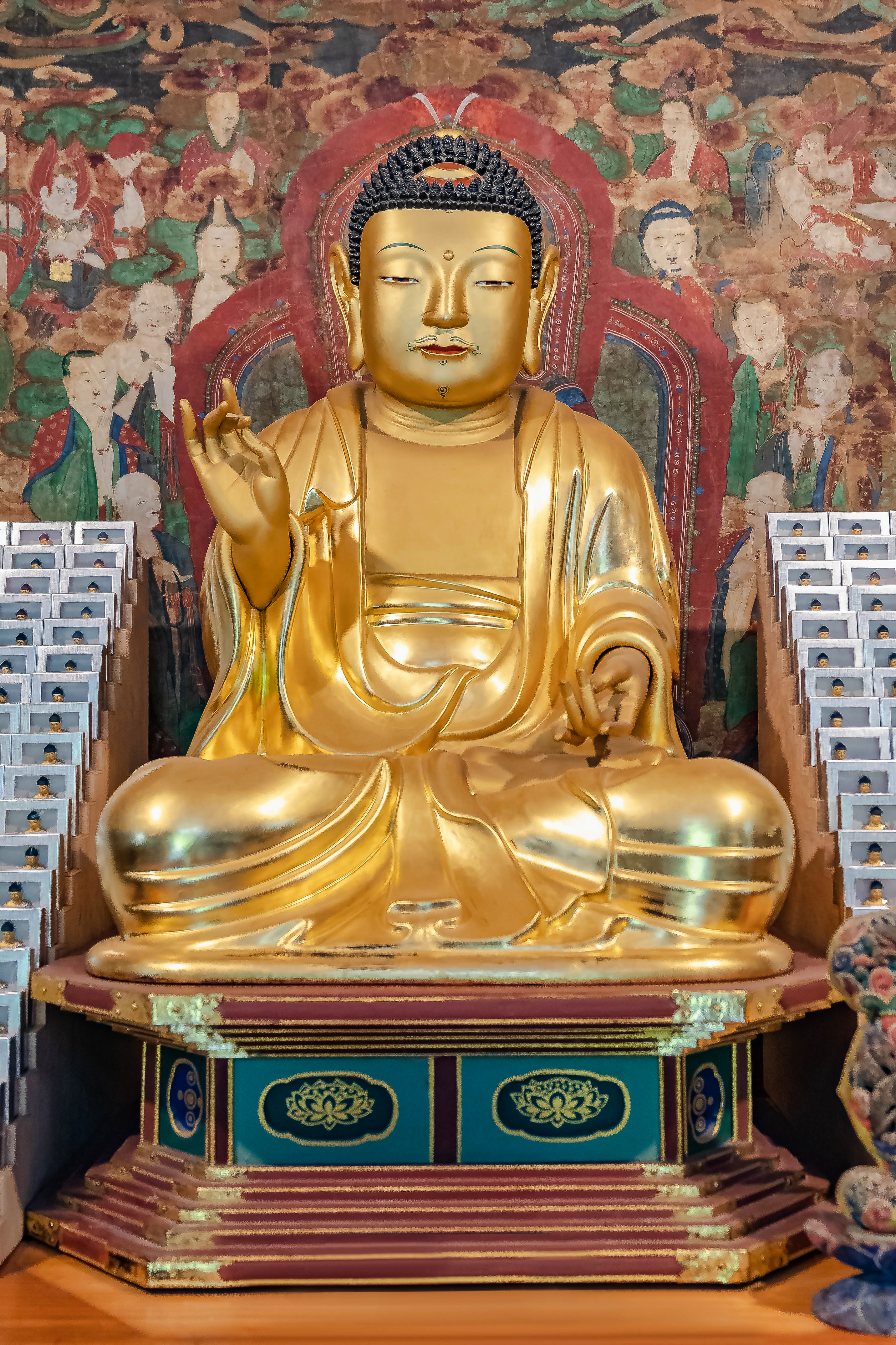
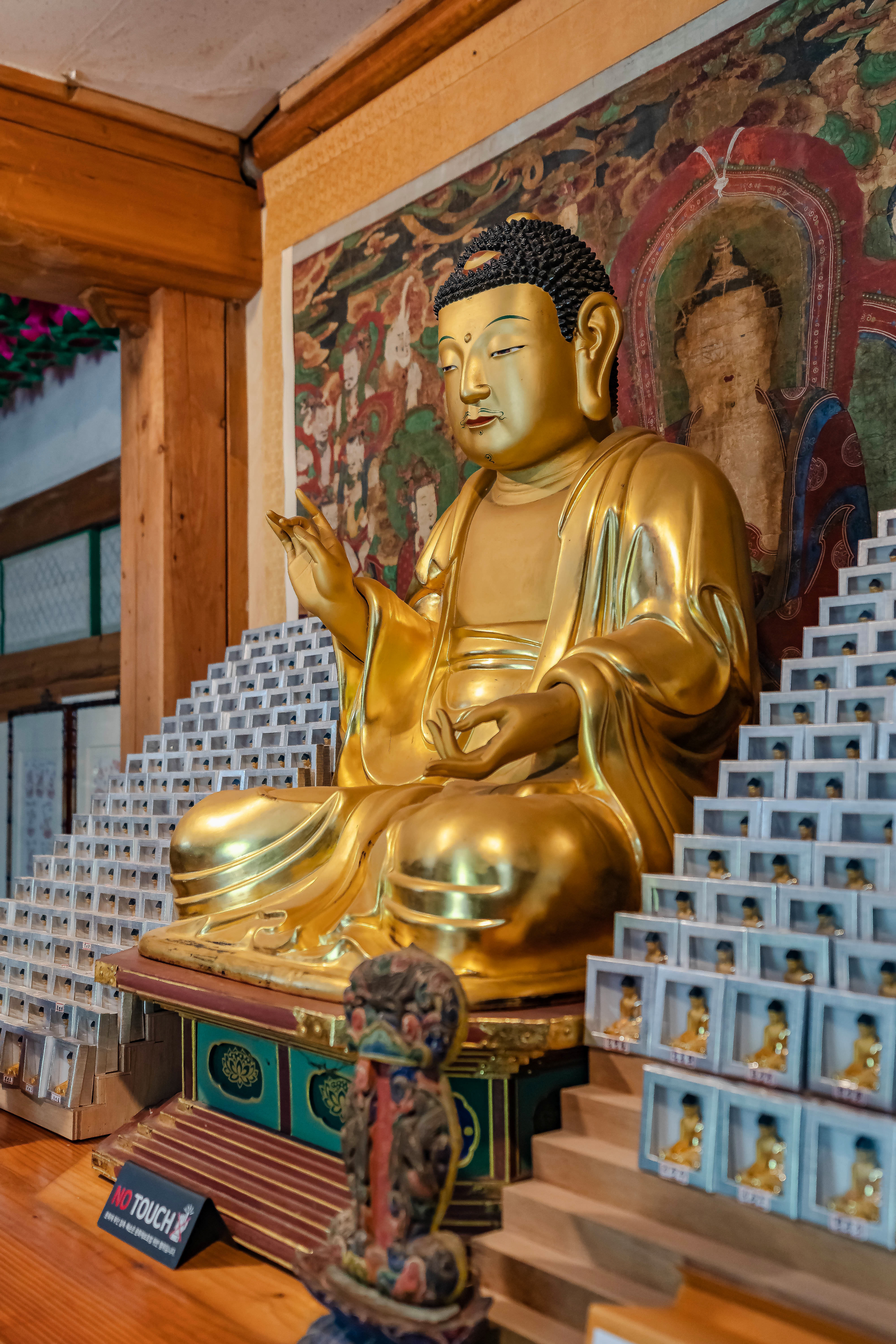

## 특징
현등사 목조아미타좌상은 불상 뒤에 걸려 있는 아미타회상도(阿彌陀會上圖)에 적혀 있는 ‘건륭(乾隆) 24년(1759)에 아미타불을 개금하고 후불미타회상도(後佛彌陀會上圖) 1부를 조성하였다’라는 화기(畵記)를 살펴볼 때, 목조아미타불좌상은 늦어도 1759년(영조 35) 이전에는 현등사에 있었다는 것을 알 수 있다. 따라서 이 불상은 조선 후기 불상의 전형화가 이루어진 18세기 이전인 17세기 후반에 제작된 것으로, 조선 후기 불상의 지역 양식이나 유파 연구에 중요한 유물이다. 극락전에 목조아미타좌상과 함께 봉안되어 있는 관음보살상과 지장보살상은 근년에 제작된 것이다. 양손은 따로 제작한 다음 끼워 넣었으며 불상의 밑바닥에는 원형의 복장 구멍 흔적이 남아 있다. 2002년 9월 16일 경기도 유형문화재 제183호로 지정되었다.

## 의외의 평가
현등사 목조아미타좌상은 보존 상태가 양호하고 법의 표현이 독특하여 조선 후기 불교 조각사 연구에 중요한 자료가 된다. 화면이 밝게 보이는 표현 및 권속들의 정정한 비례와 배치 등의 회화적인 특징이 18세기 중반에 제작된 불화 가운데 뛰어난 작품으로, 조선 후기 불화연구에 귀중한 불상이다. 또한, 광배의 양식과 단아한 얼굴에 작은 이목구비를 갖춘 상호와 본존이 입고 있는 적색의 가사와 문양 등에서 전형적인 18세기 중반의 불화로, 경기도내 조선 후기 불화 연구에 귀중한 문화재이다.

## 같이 보기
- 현등사

## 참고 자료
- 현등사목조아미타좌상 - 문화재청 국가문화유산포털
- 현등사 목조아미타좌상 - 디지털가평문화대전
- 가평 현등사 목조아미타좌상 - 한국민족문화대백과사전
- 현등사목조아미타좌상 - 가평군 홈페이지
- 현등사 목조아미타좌상 보관됨 2021-08-10 - 웨이백 머신 - 가평문화원
- 현등사목조아미타좌상 - 경기도메모리